# العلاقات الجيبوتية المالية
العلاقات الجيبوتية المالية هي العلاقات الثنائية التي تجمع بين جيبوتي ومالي.

## مقارنة بين البلدين
هذه مقارنة عامة ومرجعية للدولتين:
| وجه المقارنة                                              | جيبوتي                    | مالي            |
| --------------------------------------------------------- | ------------------------- | --------------- |
| المساحة (كم2)                                             | 23.20 ألف                 | 1.24 مليون      |
| عدد السكان (نسمة)                                         | 956.99 ألف                | 18.54 مليون     |
| الكثافة السكانية (ن./كم²)                                 | 41.25                     | 14.95           |
| العاصمة                                                   | جيبوتي                    | باماكو          |
| اللغة الرسمية                                             | لغة فرنسية، اللغة العربية | لغة فرنسية      |
| العملة                                                    | فرنك جيبوتي               | فرنك غرب أفريقي |
| الناتج المحلي الإجمالي (بليون دولار)                      | 1.84 مليار                | 15.29 مليار     |
| الناتج المحلي الإجمالي (تعادل القوة الشرائية) بليون دولار | 3.10 مليار                | 35.69 مليار     |
| الناتج المحلي الإجمالي الاسمي للفرد دولار أمريكي          | 1.95 ألف                  | 724             |
| الناتج المحلي الإجمالي للفرد دولار أمريكي                 | 3.27 ألف                  | 1.60 ألف        |
| مؤشر التنمية البشرية                                      | 0.470                     | 0.419           |
| رمز المكالمات الدولي                                      | +253                      | +223            |
| رمز الإنترنت                                              | .dj                       | .ml             |
| المنطقة الزمنية                                           | ت ع م+03:00               | 00              |

## منظمات دولية مشتركة
يشترك البلدان في عضوية مجموعة من المنظمات الدولية، منها:
| علم المنظمة | اسم المنظمة                                                | تاريخ انضمام جيبوتي | تاريخ انضمام مالي |
| ----------- | ---------------------------------------------------------- | ------------------- | ----------------- |
|             | مؤسسة التنمية الدولية                                      | 1 أكتوبر 1980       | 27 سبتمبر 1963    |
|             | الأمم المتحدة                                              | 20 سبتمبر 1977      | 28 سبتمبر 1960    |
|             | منظمة التجارة العالمية                                     | ?                   | ?                 |
|             | منظمة التعاون الإسلامي                                     | ?                   | ?                 |
|             | البنك الإفريقي للتنمية                                     | ?                   | ?                 |
|             | وكالة ضمان الاستثمار متعدد الأطراف                         | 12 يناير 2007       | 22 أكتوبر 1992    |
|             | مجموعة دول أفريقيا والكاريبي والمحيط الهادئ                | ?                   | ?                 |
|             | الاتحاد الأفريقي                                           | ?                   | ?                 |
|             | العملية المشتركة للاتحاد الأفريقي والأمم المتحدة في دارفور | ?                   | ?                 |
|             | منظمة الشرطة الجنائية الدولية                              | ?                   | ?                 |
|             | الاتحاد الدولي للاتصالات                                   | 22 نوفمبر 1977      | 21 أكتوبر 1960    |
|             | البنك الدولي للإنشاء والتعمير                              | 1 أكتوبر 1980       | 27 سبتمبر 1963    |
|             | الاتحاد البريدي العالمي                                    | ?                   | ?                 |
|             | منظمة حظر الأسلحة الكيميائية                               | ?                   | ?                 |
|             | مؤسسة التمويل الدولية                                      | 1 أكتوبر 1980       | 9 مايو 1978       |
|             | أفريستات ‏                                                  | 2010                | 21 سبتمبر 1993    |
|             | يونسكو                                                     | 31 أغسطس 1989       | 7 نوفمبر 1960     |